# Операция «Вигорес»
Операция «Вигорес» (англ. Operation Vigorous) — проведённая Великобританией в июне 1942 года операция по снабжению Мальты в ходе Второй Мировой войны, один из Мальтийских конвоев. Конвой Vigorous двигался с востока, одновременно проводилась операция Harpoon по проведению конвоя из Гибралтара. Оба конвоя встретили сильное противодействие стран Оси и потерпели большие потери; в конвое Harpoon из шести судов до Мальты дошло только два, а Vigorous был вынужден вернуться. Неудача конвоев привела к необходимости срочно провести ещё один конвой в рамках операции Pedestal.

## Предыстория
В ходе военной кампании в Северной Африке цели итальянского, а затем и германского командования заключались в захвате Египта, получении контроля над Суэцким каналом с перспективой выхода к ближневосточной нефти. С мая 1942 года Роммель вёл второе наступление, прорвав британскую оборону и приближаясь к Египту.
Расположенная в самом центре Средиземного моря, Мальта постоянно угрожала немецким и итальянским коммуникациям между Европой и Северной Африкой, и сама была объектом атак. В то же время её изолированное положение вызывало большие сложности в обороне острова, а также в его снабжении припасами и военной техникой. Если новые самолёты удавалось переправлять на Мальту воздушным путём, то топливо, боеприпасы, провизию можно было доставить только по морю.
Предыдущий британский конвой MW-10 в марте 1942 года из Александрии на Мальту был неудачен — два судна были уничтожены на подходе к Мальте, другие два были уничтожены немецкой авиацией уже в порту Мальты вскоре после начала разгрузки; общее количество полученных Мальтой грузов оказалось минимальным.
В этих условиях было решено организовать одновременную проводку двух больших конвоев с сильным эскортом, в надежде разделить силы противника. Конвой Vigorous двигался с востока, конвой Harpoon — от Гибралтара.

## Состав конвоя и эскорта
С востока одновременно двигалось одиннадцать торговых судов и значительный эскорт. К несчастью, эскорту недоставало существенного компонента — авианосца. Контр-адмиралу Виану оставалось надеяться, что сможет избежать обнаружения как можно дольше, поскольку от атак противника его могли защитить только зенитные орудия кораблей.
Конвой, обозначенный ME-11, состоял из трёх частей:
- 11A из Хайфы — Ajax, City of Edinburgh, City of Lincoln, City of Pretoria и Elizabeth Bakke, сопровождаемые эсминцами Hotspur, Inconstant, Napier, Nestor, Nizam и Norman;
- 11B из Александрии, включающей танкеры Bulkoil и Potaro в сопровождении эсминцев Fortune, Pakenham и Paladin;
- 11C из Порт-Саида: Aagtekirk, Bhutan, City of Calcutta и Rembrandt.

Силы прикрытия состояли из крейсеров: Arethusa, Birmingham, Cleopatra, Dido, Euryalus, Hermione и Newcastle, эскортных миноносцев Hurworth и Tetcott (оба типа Hunt), эсминцев Griffin, Hasty, Hero, Javelin, Jervis, Kelvin, Sikh и Zulu, корветов Delphinium, Erica, Primula и Snapdragon, тральщиков Boston и Seaham, четырёх торпедных катеров, спасательных судов Antwerp и Malines и замаскированного под новейший линкор старого корабля-мишени Centurion. Обоснованием для включения последнего в состав конвоя было:
- он грубо был замаскирован под линкор типа King George V;
- его броня давала ему лучший шанс выжить по сравнению с торговым судном;
- он мог принять на борт 2000 тонн груза;
- он был доступен на данный момент и его было не жалко потерять.
- корабль имел четыре 76-мм зенитных орудия и семнадцать 20-мм автоматических пушек «Эрликон»[1].

Средняя скорость конвоя была установлена в 13 узлов — довольно оптимистичная оценка, как выяснилось в самом начале пути.

## Переход конвоя

### Отвлекающая операция
MW-11C  был отправлен 11 июня впереди других двух частей с приказом идти до долготы Тобрука и затем повернуть, для соединения с другими двумя частями. План заключался в том, чтобы этот выход был воспринят итальянцами как очередной конвой в Тобрук, что должно было выманить итальянский флот из баз, подставить его под атаки и истощить его топливо.
Уловка не сработала. Сопровождаемый крейсером ПВО Coventry и эсминцами Airedale, Aldenham, Beaufort, Croome, Dulverton, Eridge и Hurworth плюс присоединившимся из Александрии Exmoor, конвой просто повернул, чтобы возвратиться в точку рандеву вечером 12 июня, и там был атакован пикирующими бомбардировщиками. Судно City of Calcutta было повреждено и после этого отправлено в Тобрук вместе с Croome и Exmoor. Остальные суда направились на восток и соединились с основным конвоем 13 июня, после чего миноносцы типа Hunt были отправлены в Александрию для дозаправки топливом.

### 13—14 июня
Судно Elizabeth Bakke оказалось слишком медленным и также было отправлено в Александрию, таким образом только девять судов и корабль-мишень Centurion продолжили путь к Мальте. В течение ночи 13 июня эскорт снова уменьшился, так как погода оказалась слишком тяжёлой для катеров, которые шли на буксире у транспортов. Катера были возвращены и прибыли в Александрию 14 июня, потеряв по пути MTB-259. На корвете Erica также были выявлены неисправности, и он оставил конвой. Судно Aagtekirk также замедлило ход и 14 июня было направлено в Тобрук в сопровождении эсминца Tetcott и корвета Primula. В порт оно не прибыло, так как по пути было атаковано пикирующими бомбардировщиками и потоплено. Позже к конвою присоединились 2 эсминца, высвободившихся после конвоирования судна City of Calcutta.
Во второй половине дня 14 июня от воздушных атак затонуло судно Bhutan и был повреждён танкер Potaro, который, тем не менее, остался с конвоем. Два спасательных судна подняли из воды уцелевших с Bhutan и затем отправились в Тобрук. Неизвестная подводная лодка атаковала эсминец Pakenham, и торпеда прошла рядом с кораблём. А вскоре после захода солнца неприятельские торпедные катера выследили конвой, атаковав его в районе полуночи, но были отбиты.

### Манёвры конвоя 15 июня
Контр-адмирал Виан, зная от разведки, что на рассвете столкнётся с итальянским флотом и что теперь он не имеет никаких шансов повторить бой в заливе Сирт, в предстоящие четырнадцать часов хорошей погоды, в 01:45 повернул на восток, чтобы отсрочить перехват. В ходе поворота, крейсер Newcastle и другие суда отстали от конвоя и в последующей атаке торпедных катеров Newcastle был повреждён, а эсминец Hasty был потоплен торпедой немецкого S-55.
Конвой повернул к Мальте ещё раз в 07:00 15 июня по приказу главнокомандующего, тем не менее, в 09:40 он снова повернул на восток, когда стало ясно, что итальянцы, несмотря на потерю 1 крейсера от атаки подлодки, продолжают попытку перехвата. В течение 15 июня продолжались воздушные атаки, в которых крейсер Birmingham получил повреждения, выведшие из строя часть артиллерии, эсминец Airedale получил тяжёлые повреждения, и в тот же день его пришлось затопить. Эсминец Nestor также был повреждён, взят на буксир эсминцем Javelin, и, под прикрытием эсминцев Beaufort и Eridge, пошёл назад в Александрию.

### Возврат конвоя
Главнокомандующий получил надёжную информацию об отходе итальянского флота, и соответственно отдал приказ конвою снова повернуть на Мальту. К несчастью, приказ был получен на пике воздушных атак. И к тому времени, как удалось оценить ситуацию и собрать доклады об остатке топлива и боеприпасов, было уже почти 19:00. Учитывая повреждения, полученные эсминцем Nestor в самом последнем налёте, малый остаток топлива у эсминцев и менее 30 % боеприпасов на борту кораблей, стало ясно, что продолжать движение на Мальту невозможно. Командование согласилось, и конвой повернул в Александрию.
В течение этой ночи, крейсер Hermione был потоплен немецкой лодкой U-205. Повреждённый эсминец Nestor также был затоплен и потрёпанные конвой и его эскорт возвратились вечером 17 июня в Александрию и Порт-Саид. Судно Ajax и танкер Bulkoil прибыли в Порт-Саид в сопровождении эсминцев Fortune, Griffin, Inconstant и Pakenham, остальные суда пришли в Александрию. Корабль-мишень Centurion, повреждённый и глубоко осевший, встал на якорь за пределами Great Pass.

## Последствия
Этим завершились попытки снабжения Мальты конвоями с востока, до тех пор, пока армия не очистила от противника Северную Африку, что позволило ВВС обеспечивать воздушное прикрытие в течение перехода.
Итог операции был неутешительным — потеряв несколько судов и боевых кораблей, союзники были вынуждены повернуть. Проводившаяся одновременно операция Harpoon также оказалась неудачной — до Мальты дошло только два судна из шести.
Доставленных в результате операции Harpoon припасов было по-прежнему недостаточно для продолжения обороны Мальты, авиационное топливо заканчивалось. Союзники спешно приступили к планированию операции Pedestal для проводки ещё одного конвоя.